# Antenor (mitología)

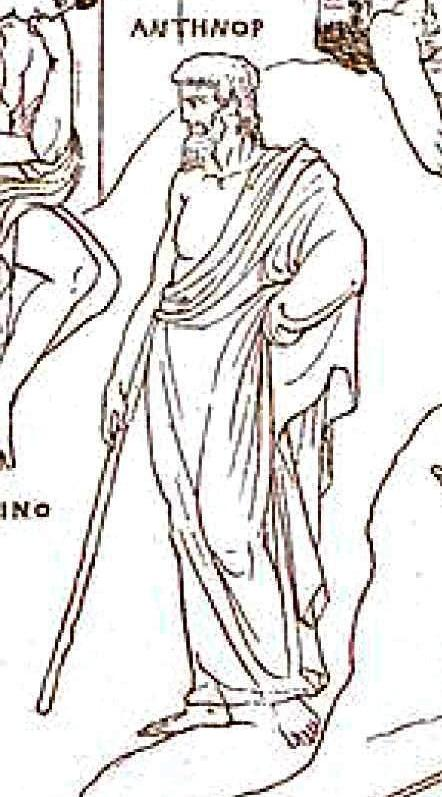
Antenor representado en la reconstrucción de Carl Robert del fresco de Polignoto que representaba la Iliupersis.

En la mitología griega, Antenor o Anténor (en griego antiguo Ἀντήνωρ, Antếnôr) era un consejero del rey Príamo de Troya que durante el asedio a la ciudad abogó por una solución pacífica entre los griegos y los troyanos. Apoyó la solución del conflicto con un enfrentamiento entre Paris y Menelao, y su casa no fue saqueada durante el asalto a Troya. Fue un personaje troyano que profetizó que los aqueos recuperarían a Helena de Troya. Cumple entre los troyanos una función semejante a la de Néstor entre los aqueos: la figura de un anciano sabio, experimentado y prudente. Se casó con Téano, con la que tuvo a Arquéloco y Acamante, caudillos de los dárdanos. Fue el fundador mítico de Venecia y de Padua.

## Descripción
Antenor fue descrito por el cronista Juan Malalas en su relato de la Cronografía como «alto, delgado, blanco, rubio, de ojos pequeños, nariz aguileña, astuto, cobarde, seguro, cuentista, elocuente». Mientras tanto, en el relato de Dares Frigio, fue ilustrado como «esbelto, delgado, de miembros rápidos, astuto, precavido».

## Familia
Antenor fue nombrado de diversas formas como hijo del noble dardaniano Esíete y de Cleomestra o de Hicetaón.
Era el marido de Téano o Teano, hija de Ciseo de Tracia, con quien tuvo al menos una hija, Crino, y numerosos hijos, entre ellos Acamante, Agénor, Anteo, Arquéloco, Coón, Demoleonte, Eurímaco, Glauco, Helicaón, Ifidamante, Laodamante, Laódoco, Medonte, Pólibo y Tersíloco. La mayoría de sus hijos murieron durante la guerra de Troya.
También fue padre de un hijo bastardo, Pedeo, con una mujer desconocida.
Según numerosos estudiosos, Antenor en realidad estaba relacionado con Príamo.
| Relación | Nombre              | Fuentes | Fuentes | Fuentes  | Fuentes   | Fuentes   | Fuentes | Fuentes | Fuentes  |
| -------- | ------------------- | ------- | ------- | -------- | --------- | --------- | ------- | ------- | -------- |
| Relación | Nombre              | Homero  | Homero  | Virgilio | Apolodoro | Pausanias | Dictis  | Tzetzes | Eustacio |
| Padres   | Esíete y Cleomestra |         |         |          |           |           | ✓       |         |          |
| Padres   | Hicetaón            |         |         |          |           |           |         |         | ✓        |
| Cónyuge  | Teano               | ✓       |         |          | ✓         |           |         |         |          |
| Cónyuge  | desconocida         |         | ✓       |          |           |           |         |         |          |
| Hijos    | Crino               |         |         |          |           | ✓         |         |         |          |
| Hijos    | Arquéloco           | ✓       |         |          | ✓         |           |         | ✓       |          |
| Hijos    | Acamante            | ✓       |         |          | ✓         |           |         | ✓       |          |
| Hijos    | Glauco              | ✓       |         | ✓        | ✓         | ✓         | ✓       |         |          |
| Hijos    | Helicaón            | ✓       |         |          |           |           |         |         |          |
| Hijos    | Laódoco             | ✓       |         |          |           |           |         |         |          |
| Hijos    | Pedeo               |         | ✓       |          |           |           |         |         |          |
| Hijos    | Coón                | ✓       |         |          |           |           |         |         |          |
| Hijos    | Pólibo              | ✓       |         |          |           |           |         | ✓       |          |
| Hijos    | Agénor              | ✓       |         |          |           |           |         | ✓       |          |
| Hijos    | Ifidamante          | ✓       |         |          |           | ✓         |         |         |          |
| Hijos    | Laodamante          | ✓       |         |          |           |           |         | ✓       |          |
| Hijos    | Demoleonte          | ✓       |         |          |           |           |         |         |          |
| Hijos    | Eurímaco            |         |         |          |           | ✓         |         |         |          |
| Hijos    | Medonte             |         |         | ✓        |           |           |         |         |          |
| Hijos    | Tersíloco           |         |         | ✓        |           |           |         |         |          |
| Hijos    | Anteo               |         |         |          |           |           |         | ✓       |          |

## Mitología
Antenor era uno de los ancianos y consejeros troyanos más sabios.  En el relato homérico de la guerra de Troya, Antenor aconsejó a los troyanos que devolvieran a Helena a su marido y por lo demás demostró simpatizar con una paz negociada con los aqueos. En desarrollos posteriores de los mitos, particularmente según Dares Frigio y Dictis Cretense,  Antenor se convirtió en un abierto traidor, abriendo las puertas de la ciudad al enemigo. Como pago, su casa, marcada por una piel de pantera sobre la puerta, se salvó del saqueo de la ciudad.
Su destino posterior varió según los autores. Se decía que había reconstruido una ciudad en el sitio de Troya; haberse establecido en Cirene; la costa del mar Tirreno; o haber fundado Patavium (actual Padua), Korčula, u otras ciudades del este de Italia.

## En la historia
Mikhail Lomonosov en su Historia rusa antigua dedujo como un progenitor de los eslavos y los rusos: "Catón tiene lo mismo en mente cuando los vénetos, como testifica Plinio, descienden de la tribu de los troyanos." Todo esto lo muestra y explica cuidadosamente el gran y autorizado historiador Tito Livio. "Antenor", escribe, "llegó después de muchos viajes al extremo interior del mar Adriático con una multitud de los énetos, que habían sido expulsados de Paflagonia y en Troya habían perdido a su rey Pilémenes: para trasladarse a ese lugar buscaron un líder. Tras la expulsión de los euganeos, que vivían entre el mar y las montañas alpinas, los énetos y los troyanos ocuparon estas tierras. Por eso el nombre del asentamiento era Troya, y toda la nación se llamaba Venecia".

## Eponimia
- (2207) Antenor, un asteroide troyano de Júpiter descubierto en 1977 por el astrónomo soviético Nikolái Chernyj, lleva su nombre.[40]
- En la Divina comedia se conoce como la Antenora a la segunda ronda del noveno círculo del Infierno, destinado a los traidores a la patria.